# اوتاکی، چیبا
اوتاکی، چیبا (به لاتین: Ōtaki, Chiba) یک منطقهٔ مسکونی در ژاپن است که در Isumi District واقع شده‌است. اوتاکی ۱۲۹٫۸۷ کیلومترمربع مساحت و ۹٬۶۷۶ نفر جمعیت دارد.